# Pierwomajskij (rejon pyszmiński)
Pierwomajskij (ros. Первомайский) – osiedle w Rosji, w obwodzie swierdłowskim, w rejonie pyszmińskim. W 2010 liczyło 653 mieszkańców.